# Trept
Trept és un municipi francès situat al departament de la Isèra i a la regió d'Alvèrnia-Roine-Alps. L'any 2007 tenia 1.717 habitants.

## Demografia

### Població
El 2007 la població de fet de Trept era de 1.717 persones. Hi havia 638 famílies de les quals 154 eren unipersonals (65 homes vivint sols i 89 dones vivint soles), 187 parelles sense fills, 244 parelles amb fills i 53 famílies monoparentals amb fills.
La població ha evolucionat segons el següent gràfic:
Habitants censats

### Habitatges
El 2007 hi havia 800 habitatges, 661 eren l'habitatge principal de la família, 82 eren segones residències i 57 estaven desocupats. 742 eren cases i 52 eren apartaments. Dels 661 habitatges principals, 529 estaven ocupats pels seus propietaris, 119 estaven llogats i ocupats pels llogaters i 13 estaven cedits a títol gratuït; 3 tenien una cambra, 22 en tenien dues, 111 en tenien tres, 209 en tenien quatre i 315 en tenien cinc o més. 531 habitatges disposaven pel capbaix d'una plaça de pàrquing. A 262 habitatges hi havia un automòbil i a 346 n'hi havia dos o més.

### Piràmide de població
La piràmide de població per edats i sexe el 2009 era:
| Homes | Edats   | Dones |
| ----- | ------- | ----- |
| 0     | 95 o +  | 0     |
| 0     | 90 a 94 | 0     |
| 4     | 85 a 89 | 4     |
| 8     | 80 a 84 | 4     |
| 16    | 75 a 79 | 44    |
| 32    | 70 a 74 | 32    |
| 40    | 65 a 69 | 48    |
| 48    | 60 a 64 | 32    |
| 40    | 55 a 59 | 40    |
| 52    | 50 a 54 | 28    |
| 48    | 45 a 49 | 60    |
| 52    | 40 a 44 | 48    |
| 68    | 35 a 39 | 64    |
| 64    | 30 a 34 | 40    |
| 52    | 25 a 29 | 64    |
| 48    | 20 a 24 | 12    |
| 40    | 15 a 19 | 64    |
| 56    | 10 a 14 | 68    |
| 60    | 5 a 9   | 68    |
| 52    | 0 a 4   | 60    |

## Economia
El 2007 la població en edat de treballar era de 1.085 persones, 829 eren actives i 256 eren inactives. De les 829 persones actives 767 estaven ocupades (409 homes i 358 dones) i 62 estaven aturades (23 homes i 39 dones). De les 256 persones inactives 75 estaven jubilades, 88 estaven estudiant i 93 estaven classificades com a «altres inactius».

### Ingressos
El 2009 a Trept hi havia 669 unitats fiscals que integraven 1.714,5 persones, la mediana anual d'ingressos fiscals per persona era de 19.839 €.

### Activitats econòmiques
Dels 82 establiments que hi havia el 2007, 4 eren d'empreses extractives, 1 d'una empresa alimentària, 4 d'empreses de fabricació d'altres productes industrials, 15 d'empreses de construcció, 13 d'empreses de comerç i reparació d'automòbils, 3 d'empreses de transport, 5 d'empreses d'hostatgeria i restauració, 2 d'empreses d'informació i comunicació, 1 d'una empresa financera, 7 d'empreses immobiliàries, 10 d'empreses de serveis, 10 d'entitats de l'administració pública i 7 d'empreses classificades com a «altres activitats de serveis».
Dels 25 establiments de servei als particulars que hi havia el 2009, 1 era una oficina de correu, 1 guixaire pintor, 2 fusteries, 1 lampisteria, 5 electricistes, 1 empresa de construcció, 4 perruqueries, 3 veterinaris, 3 restaurants i 4 agències immobiliàries.
Dels 4 establiments comercials que hi havia el 2009, 1 era una botiga de menys de 120 m², 1 una fleca, 1 una carnisseria i 1 una botiga de mobles.
L'any 2000 a Trept hi havia 11 explotacions agrícoles que ocupaven un total de 582 hectàrees.

## Equipaments sanitaris i escolars
L'únic equipament sanitari que hi havia el 2009 era una farmàcia.
El 2009 hi havia 1 escola maternal i 1 escola elemental.

## Poblacions més properes
El següent diagrama mostra les poblacions més properes.